# Go Ah-seong
Dans ce nom coréen, le nom de famille, Ko, précède le nom personnel.
Go Ah-seong, ou Ko Ah-seong (coréen : 고아성) est une actrice sud-coréenne, née le 10 août 1992 à Séoul. Elle est principalement connue grâce à The Host (2006) et Snowpiercer, le Transperceneige (2013).

## Filmographie

### Films
- 2006 : The Host (괴물) de Bong Joon-ho : Park Hyun-seo
- 2007 : The Happy Life (즐거운 인생) de Lee Joon-ik:
- 2007 : Radio Dayz (라듸오 데이즈) de Ha Gi-ho : Soon-deok, la fille de courses
- 2009 : Une vie toute neuve (여행자) d'Ounie Lecomte : Ye-sin
- 2009 : After the Banquet (결혼식 후에) de Kim Yoon-cheol : Kim Mi-rae
- 2012 : Duet (듀엣) de Lee Sang-bin : Nancy
- 2013 : Snowpiercer, le Transperceneige (설국열차) de Bong Joon-ho : Yo-na
- 2013 : Elegant Lies (우아한 거짓말) de Lee Han : Man-ji
- 2015 : Office (오피스) de Hong Won-chan : Lee Mi-rye
- 2019 : A Resistance (항거:유관순 이야기) de Joe Min-ho : Yu Gwan-sun
- 2020 : Samjin Company English Class

### Séries télévisées
- 2005 : Sad Love Story (슬픈 연가 : Cha Hwa-jung, jeune
- 2005-2006 : Beating Heart (en) (떨리는 가슴 : Kim Bo-mi
- 2010 : Master of Study (공부의 신 : Gil Pool-ip
- 2016 : Midnight Dinner (Shinya Shokudō 深夜食堂) : Yoona / Rei / Yu-Na
- 2017 : Radiant Office (자체발광 오피스) : Eun Ho-Won
- 2018 : Life on Mars (라이프 온 마스) : Yun Na Yeong

## Distinctions

### Récompenses
- Blue Dragon Film Awards 2006 : Meilleur espoir féminin (The Host)
- Baek Sang Art Award 2007 : Meilleur espoir féminin 2007 (The Host)

### Nominations
- Saturn Award 2007 : Meilleure jeune actrice (The Host)
- Grand Bell Awards 2007 : Meilleure actrice dans un second rôle (The Host)